# Asplenium australasicum
Espèce
Asplenium nidus est une espèce de fougères de la famille des Aspleniaceae. On l'appelle aussi fougère nid d'oiseau.

## Description

### Aspect général
Cette espèce se présente comme un bouquet de feuilles acaule, plutôt érigé. A maturité, les individus atteignent 1,5 mètre de haut et 2 mètres de large.

### Feuilles
La feuille est grande, simple, large et allongée, avec une nervure brun foncé. La jeune feuille se déroule au centre de la plante.

### Fleurs
À l'instar des autres fougères, cette espèce ne présente pas de fleurs.

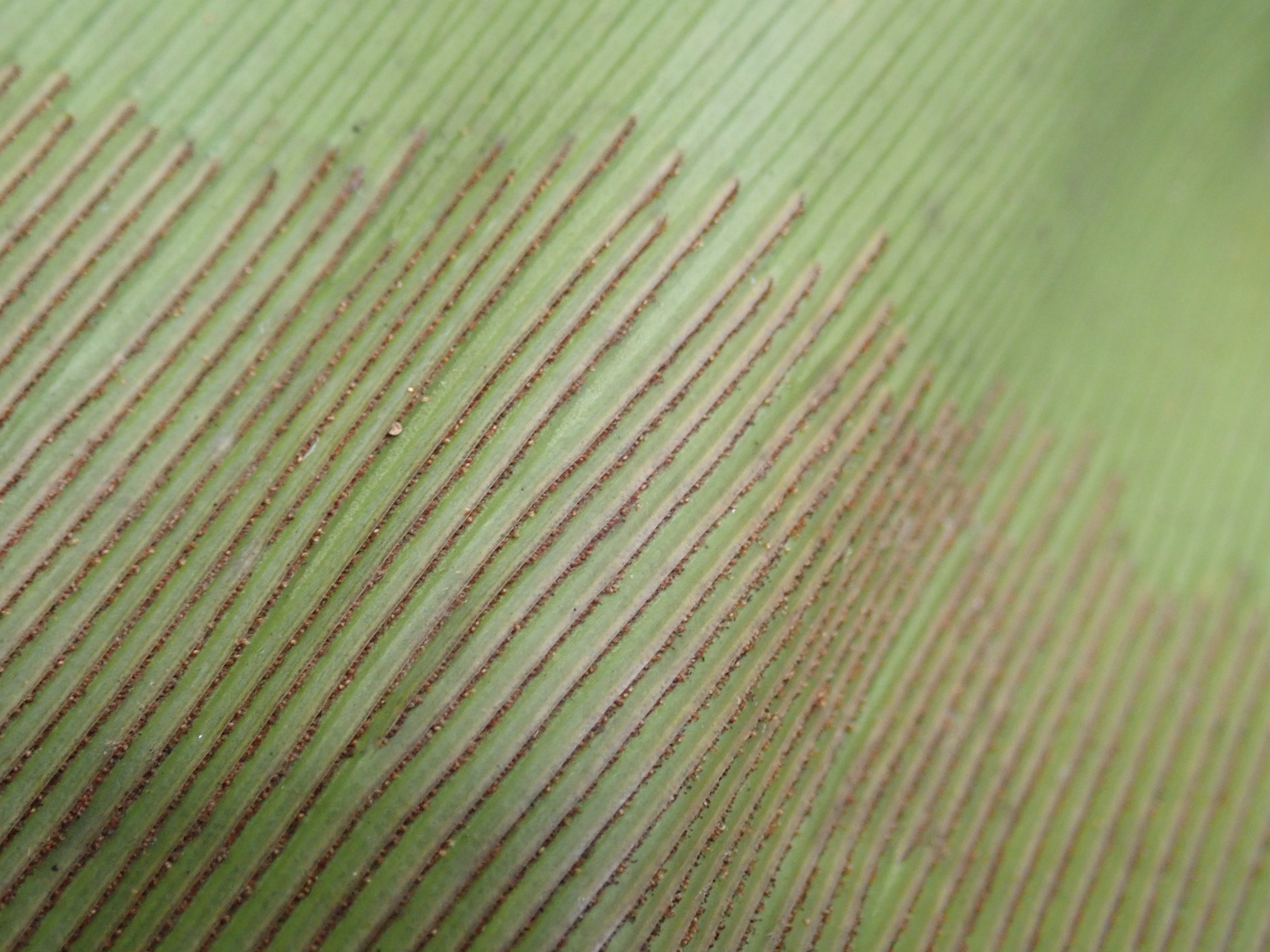
Alignement de spores

### Fruits
Les fruits sont des spores positionnés en ligne sous les feuilles fertiles.